# Pradell de la Teixeta
Pradell de la Teixeta település Spanyolországban, Tarragona tartományban. Pradell de la Teixeta Alforja, Tarragona, Duesaigües, L'Argentera, La Torre de Fontaubella, Colldejou, Marçà, Falset és Porrera községekkel határos. Lakosainak száma 178 fő (2024).

## Népesség
A település népessége az elmúlt években az alábbi módon változott:
| Lakosok száma | 83   | 1061 | 594  | 401  | 283  | 199  | 182  | 181  | 152  | 178  |
|               | 1717 | 1887 | 1936 | 1960 | 1986 | 2004 | 2009 | 2014 | 2019 | 2024 |